# Hipparchia maderensis
Hipparchia maderensis, the Madeiran grayling, là một loài bướm ngày thuộc họ Nymphalidae. Nó là loài đặc hữu của Madeira. Môi trường sống tự nhiên của chúng là các khu rừng ôn hòa.